# 索尔达诺
索尔达诺（義大利語：Soldano），是意大利因佩里亚省的一个市镇。总面积3.58平方公里，人口932人，人口密度260.3人/平方公里（2009年）。ISTAT代码为008058。